# Ibigny
Ibigny là một xã trong vùng Grand Est, thuộc tỉnh Moselle, quận Sarrebourg, tổng Réchicourt-le-Château. Tọa độ địa lý của xã là 48° 38' vĩ độ bắc, 06° 54' kinh độ đông. Ibigny nằm trên độ cao trung bình là 315 mét trên mực nước biển, có điểm thấp nhất là 285 mét và điểm cao nhất là 341 mét. Xã có dân số vào thời điểm 1999 là 88 người; mật độ dân số là 18 người/km². Xã nằm 15 km về phía tây nam của Sarrebourg, thuộc Pháp từ năm 1681.

## Thông tin nhân khẩu
| 1962 | 1968 | 1975 | 1982 | 1990 | 1999 |
| ---- | ---- | ---- | ---- | ---- | ---- |
| 111  | 122  | 117  | 95   | 85   | 88   |